# Skalar (band)
 Der er for få eller ingen kildehenvisninger i denne artikel, hvilket er et problem. Du kan hjælpe ved at angive troværdige kilder til de påstande, som fremføres i artiklen.

 For alternative betydninger, se Skalar. (Se også artikler, som begynder med Skalar)
Skalar var navnet på det københavnske Ska punk-band. De dannedes i 1999, og siden har de spillet en lang række koncerter især i Danmark bl.a. på Roskilde Festival i 2002. Særligt havde bandet været særdeles aktive omkring miljøet omkring det tidligere ungdomshuset på Jagtvej 69 på Nørrebro, og bandet havde aldrig lagt skjul på deres uforbeholdne støtte til huset. De var kendte for deres danske tekster med et heftigt politisk indhold godt til venstre for midten, med anarkistiske budskaber, samt et meget dansevenligt musikalsk udtryk inspireret af reggae, punk og naturligvis ska. De spillede deres sidste koncert i det nye Ungdomshus på Dortheavej den 18. oktober 2008 til husets åbningsfest.

## Medlemmer
- Sang: Esben Kølster
- Saxofon: Nanna Nisansala Schmidt
- Trompet: Sif Zachariasen
- Guitar: Jonas Petersen
- Guitar: Morten Riiskjær
- Bas: Jacob Nøhr Schubart
- Hammond: Kaare Græsbøll 2003-2008
- Farfisa: ??? ??? 2000-2003
- Trommer: Lars Lethin

## Diskografi
- Ungdomshuset Bli'r – I Kan Rydde Rådhuset! (Compilation LP, 1999)
- Fåk København (Compilation LP, 2000)
- Ska'-Ska' ikke? (LP 2001)
- Sku'-Ska' Du? (CD/LP 2002)
- Fåk Danmark (Compilation LP, 2003)
- Live i Ungdomshuset 24/10-03 (7" 2004)
- Musikken Stemmer – Musik Med Mening (Compilation CD, 2004)